# The Whole Truth (série de televisão)
The Whole Truth foi uma série de televisão estadunidense que foi transmitida na ABC entre 22 de Setembro e 1 de Dezembro de 2010. O show, que teve como estrelas Rob Morrow e Maura Tierney, narra casos judiciais de Nova York a partir dos pontos de vista da acusação e da defesa.
A ABC cancelou The Whole Truth em Outubro, depois de quaro episódios transmitidos. Inicialmente, foi planejado que a emissora exibiria os episódios restantes, mas dois meses depois, a rede retirou a série de sua programação com sete episódios sem serem exibidos. Estes episódios, foram exibidos somente em 2012 nos canais Nine Network, na Austrália e na Holanda, no NET 5.

## Elenco
- Rob Morrow como Jimmy Brogan
- Maura Tierney como Kathryn Peale
- Eamonn Walker como Sr. ADA Terrence "Edge" Edgecomb
- Sean Wing como Chad Griffin
- Anthony Ruivivar como Alejo Salazar
- Christine Adams como Lena Boudreaux[7]

## Episódios
| Episódio # | Título                          | Dirigido por          | Escrito por                                                       | Data de exibição                              | Código de produção | Audiência nos EUA (milhões) |
| ---------- | ------------------------------- | --------------------- | ----------------------------------------------------------------- | --------------------------------------------- | ------------------ | --------------------------- |
| 1          | "Pilot"                         | Alex Graves           | Tom Donaghy                                                       | 22 de setembro de 2010 21 de janeiro de 2012  | 296775             | 4.9                         |
| 2          | "Thicker Than Water"            | Christine Moore       | Tom Donaghy                                                       | 29 de setembro de 2010 28 de janeiro de 2012  | 2J5752             | 4.6                         |
| 3          | "Judicial Discretion"           | Rob Bailey            | Kevin J. Hynes & Hannah Shakespeare                               | 6 de outubro de 2010 4 de fevereiro de 2012   | 2J5755             | 4.4                         |
| 4          | "True Confessions"              | Eagle Egilsson        | Ian Biederman & Jordana Lewis Jaffe                               | 20 de outubro de 2010 11 de fevereiro de 2012 | 2J5754             | 4.5                         |
| 5          | "When Cougars Attack"           | Ken Fink              | História de: Ian Biederman Teleplay: Jonathan Kidd & Sonya Winton | 27 de outubro de 2010 18 de fevereiro de 2012 | 2J5756             | 4.4                         |
| 6          | "Liars"                         | Jeffrey Hunt          | Jeffrey Lieber & Jordana Lewis Jaffe                              | 1 de dezembro de 2010 25 de fevereiro de 2012 | 2J5758             | 3.6                         |
| 7          | "Uncanny"                       | Karen Gaviola         | Hannah Shakespeare                                                | 3 de março de 2012 28 de maio de 2012         | ------             | ---                         |
| 8          | "Cold Case"                     | Gwyneth Horder-Payton | Ian Biederman                                                     | 10 de março de 2012 18 de junho de 2012       | ------             | ---                         |
| 9          | "Young Love"                    | Karen Gaviola         | Ed Zuckerman                                                      | 17 de março de 2012 25 de julho de 2012       | ------             | ---                         |
| 10         | "Perfect Witness"               | Nathan Hope           | Jeffrey Lieber & Jonathan Kidd & Sonya Winton                     | 24 de março de 2012 3 de julho de 2012        | ------             | ---                         |
| 11         | "Lost in translation"           | Desconhecido          | Tom Donaghy & Kevin J. Hynes                                      | 31 de março de 2012                           | ------             | ---                         |
| 12         | "The State Calls Kathryn Peale" | Tucker Gates          | Paul J. Levine                                                    | 7 de abril de 2012 10 de julho de 2012        | ------             | ---                         |
| 13         | "The End"                       | Desconhecido          | Sonya Winton & Jonathan Kidd                                      | 14 de abril de 2012 17 de julho de 2012       | ------             | ---                         |

## Recepção
Antes de estreia da série, Matthew Gilbert, do The Boston Globe, disse: "Depois de ter visto o piloto original, que foi re-filmado para adicionar Tierney, posso dizer-lhe que Tierney salva o show da inutilidade. Ela traz uma paixão, um senso de humor, e uma forte química com Rob Morrow que estavam faltando antes." Em geral, porém, o show recebeu críticas mistas, com o Metacritic atribuindo-lhe uma pontuação de 57/100.
De acordo com Joe Flint, do Los Angeles Times, os resultados "sólidos" da estreia da segunda temporada de Modern Family e os "números decepcionantes" de Cougar Town foram seguidos por "apenas 4,9 milhões" de espectadores de The Whole Truth. Em contrapartida, The Defenders, no mesmo horário que The Whole Truth, registrou "a maior audiência da noite, com 12,1 milhões de espectadores."